# Udruženje za računarske mašine
Udruženje za računarske mašine (engl. Association for Computing Machinery, ACM) međunarodno je učeno društvo za računarstvo sa sedištem u SAD-u. Ono je osnovano 1947. godine i najveće je svetsko naučno i obrazovno računarsko društvo. ACM je neprofitna grupa za profesionalnog članstva, koja obuhvata skoro 100.000 studentskih i profesionalnih članova, prema podacima iz 2019. Sedište organizacije je u Njujork Sitiju.
ACM je sveobuhvatana organizacija za akademske i naučne interese u računarstvu (informatici). Njen moto je „Unapređenje računarstva kao nauke i profesije”.

## Istorija
ACM je osnovana 1947. godine pod nazivom Istočno udruženje za računske mašine, koje je sledeće godine promenjeno u Udruženje za računske mašine.

## Aktivnosti
ACM je organizovan u preko 171 lokalnih poglavlja i 37 posebnih interesnih grupa (engl. Special Interest Group, SIG), kroz koje sprovodi većinu svojih aktivnosti. Pored toga, postoji preko 500 poglavlja fakulteta i univerziteta. Prvo studentsko poglavlje osnovano je 1961. godine na Univerzitetu Luizijane u Lafajetu.
Mnogi od SIG-ova, poput SIGGRAPH, SIGDA, SIGPLAN, SIGCSE i SIGCOMM, sponzorišu redovne konferencije, koje su postale poznate kao dominantno mesto za predstavljanje inovacija u određenim oblastima. Grupe takođe objavljuju veliki broj specijalizovanih časopisa, časopisa i biltena.
ACM takođe sponzira i druge događaje vezane za računarsku nauku, poput svetskog ACM takmičenja za međunarodno kolegijalno programiranje (ICPC), a sponzirao je i neke druge događaje poput šahovskog meča između Garija Kasparova i računara IBM Dip Blu.

## Usluge

### Publikacije
ACM objavljuje preko 50 časopisa, uključujući prestižni Journal of the ACM, i dva opšta časopisa za računarske profesionalce, Communications of the ACM (takođe poznat kao Komunikacije ili CACM) i Queue. Ostale publikacije ACM-a uključuju:
- , ranije „Krosrouds”, koji je redizajniran je 2010. godine i najpopularniji je studentski računarski časopis u SAD-u.
- , interdisciplinarna HCI publikacija usredsređena je na veze između iskustava, ljudi i tehnologije, i treća po veličini publikacija ACM.[9]
- [10]
- Brojni časopisi, specifični za potpolja računarske nauke, pod nazivom „ACM Transakcije”. Neke od najznačajnijih transakcija uključuju:

Iako Communications više ne objavljuje primarna istraživanja, i ne smatra se prestižnim mestom, mnoge velike rasprave i rezultati u računarskoj istoriji objavljeni su na njegovim stranicama.
ACM je gotovo sve svoje publikacije učinio dostupnim pretplatnicima na mreži u svojoj Digitalnoj biblioteci, a takođe ima i Vodič za računarsku literaturu. Pojedinačni članovi dodatno imaju pristup Safari knjigama onlajn i Books24k7. ACM svojim članovima nudi i osiguranje, kurseve na mreži i druge usluge.
ACM Pres je 1997. objavio delo Čarobnjaci i njihova čudesa: portreti u računarstvu ( 0897919602), koje je napisao Kristofer Morgan, sa novim fotografijama Luisa Fabijana Bačrača. Knjiga je zbirka istorijskih i sadašnjih portretnih fotografija ličnosti iz računarske industrije.

## Portal i digitalna biblioteka
ACM Portal je mrežna usluga ACM-a. Njegovo jezgro su dva glavna odeljka: ACM digitalna biblioteka i ACM vodič za računarsku literaturu.
Digitalna biblioteka ACM je zbirka celokupnog teksta svih članaka koje je ACM objavio u svojim člancima, časopisima i zbornicima konferencija. Vodič je bibliografija u računarstvu sa preko milion unosa. Digitalna biblioteka ACM sadrži opsežnu arhivu žurnala, časopisa, biltena i zbornika konferencija počev od 1950-ih. Internet usluge uključuju forum pod nazivom Ubiquity and Tech News digest. Postoji opsežna osnovna bibliografska baza podataka koja sadrži ključna dela svih žanrova od svih glavnih izdavača računarske literature. Ova sekundarna baza podataka be bogat istraživački servis poznat kao ACM Vodič za računarstvo.
ACM je 2013. godine usvojio hibridni model objavljivanja otvorenog pristupa (OA). Autori koji se ne odluče da plate OA naknadu moraju dodeliti ACM prava objavljivanja bilo ugovorom o prenosu autorskih prava ili ugovorom o izdavačkoj licenci.
ACM je bio „zeleni” izdavač i pre nego što je taj termin ušao u upotrebu. Autori mogu objavljivati dokumente na sopstvenim veb lokacijama i u svojim institucionalnim spremištima sa linkom do trajno održavane verzije zapisa ACM Digitalne biblioteke.
Svi metapodaci u Digitalnoj biblioteci su otvoreni za svet, uključujući apstrakte, povezane reference i citiranje dela, statistike citiranja i upotrebe, kao i sve funkcionalnosti i usluge. Osim besplatnih članaka, punim tekstovima se pristupa putem pretplate.
Postoji rastući izazov za prakse objavljivanja ACM-a koje potiču iz pokreta za otvoreni pristup. Neki autori smatraju centralizovani postupak recenzije manje relevantnim i objavljuju na svojim ličnim stranicama ili na nerecenziranim veb lokacijama poput sajta arXiv. Pojavile su se i druge organizacije koje svoje stručne recenzije rade potpuno besplatno i onlajn, kao što su Journal of Artificial Intelligence Research, Journal of Machine Learning Research i Journal of Research and Practice in Information Technology.

## Stepeni članstva
Pored studentskih i redovnih članova, ACM ima nekoliko naprednih stepena članstva za prepoznavanje onih sa višegodišnjim članstvom i „demonstriranim učinkom koji ih razlikuje od premaca”.
Broj saradnika, uglednih članova i starijih članova ne može premašiti 1%, 10%, odnosno 25% od ukupnog broja profesionalnih članova, respektivno.

## Kooperacija
Primarni partner ACM-a bilo je IEEE računarsko društvo (IEEE-CS), koje je najveća podgrupa Instituta inženjera elektrotehnike i elektronike (IEEE). IEEE se u većoj meri fokusira na pitanja hardvera i standardizacije nego na teorijsku računarsku nauku, ali postoji znatno preklapanje sa agendom ACM. Oni imaju mnogo zajedničkih aktivnosti, uključujući konferencije, publikacije i nagrade. ACM i njegovi SIG-ovi sponziraju oko 20 konferencija svake godine sa IEEE-CS i drugim delovima IEEE. Nagrade Ekert-Močli i Ken Kenedi su značajne nagrade u računarstvu, koje zajednički dodeljuju ACM i IEEE-CS. Ove organizacije povremeno sarađuju na projektima poput razvijanja računarskih nastavnih programa.
ACM je takođe sponzorisao događaje sa drugim profesionalnim organizacijama poput Društva za industrijsku i primenjenu matematiku (SIAM).

## Kriticizam
U decembru 2019. ACM je potpisao pismo predsedniku Trampu koje se protivi otvorenom pristupu. Peticija protiv ovoga je formirana i prikupljeno je preko hiljadu potpisa. U reakciji na ovo, ACM je razjasnio svoj stav.
SoCG konferencija, iako je prvobitno bila ACM konferencija, razišla se sa ACM 2014, zbog problema prilikom organizovanja konferencija u inostranstvu.

## Literatura
- Coulter, Neal (1997), „ACM's computing classification system reflects changing times”, Communications of the ACM, New York, NY, USA: ACM, 40 (12): 111—112, doi:10.1145/265563.265579
- Coulter, Neal (chair); French, James; Glinert, Ephraim; Horton, Thomas; Mead, Nancy; Ralston, Anthony; Rada, Roy; Rodkin, Craig; Rous, Bernard; Tucker, Allen; Wegner, Peter; Weiss, Eric; Wierzbicki, Carol (21. 1. 1998), „Computing Classification System 1998: Current Status and Future Maintenance Report of the CCS Update Committee” (PDF), Computing Reviews, New York, NY, USA: ACM: 1—5
- Mirkin, Boris; Nascimento, Susana; Pereira, Luis Moniz (2008), „Representing a Computer Science Research Organization on the ACM Computing Classification System”,  Ур.: Eklund, Peter; Haemmerlé, Ollivier, Supplementary Proceedings of the 16th International Conference on Conceptual Structures (ICCS-2008) (PDF), CEUR Workshop Proceedings, 354, RWTH Aachen University, стр. 57—65

## Spoljašnje veze
- Zvanični veb-sajt